# Грисолль, Сильвен
Сильвен Грисолль (нидерл. Sylvain Grysolle; 12 декабря 1915, Вихелен, провинция Восточная Фландрия, Бельгия — 19 января 1985, Алст, провинция Восточная Фландрия, Бельгия) — бельгийский профессиональный шоссейный велогонщик в 1935-1950 годах.  Победитель однодневных велогонок: Схал Селс  (1935, 1936), Схелдепрейс (1937), Чемпионат Фландрии (1939, 1945), Флеш Валонь (1941), Тур Фландрии (1945), Омлоп Хет Ниувсблад (1948).

## Достижения
1935
1-й Схал Селс
1936
1-й Схал Селс
9-й Париж — Рубе
1937
1-й Схелдепрейс
1-й Гран-при Зоттегема
1938
1-й Чемпионат Фландрии
8-й Париж — Рубе
1939
1-й — Этап 2 Тур Бельгии
3-й Гран-при Вилворде
6-й Париж — Рубе
7-й Тур Фландрии
9-й  Тур Германии — Генеральная классификация
1-й — Этап 4, 17b, 18 и 19
10-й Льеж — Бастонь — Льеж
1940
2-й Гран-при Вилворде
1941
1-й Флеш Валонь
2-й Гран-при Зоттегема
1942
3-й 1-meiprijs - Ere-Prijs Vic De Bruyne
3-й Гран-при Зоттегема
4-й Тур Фландрии
1943
4-й Тур Фландрии
1944
1-й 1-meiprijs - Ere-Prijs Vic De Bruyne
2-й Тур Лимбурга
1945
1-й Тур Фландрии
1-й Чемпионат Фландрии
2-й  Тур Бельгии — Генеральная классификация
1-й — Этап 1
4-й Льеж — Бастонь — Льеж
8-й Флеш Валонь
1946
1-й Tour des onze villes
2-й Париж — Брюссель
5-й Тур Фландрии
5-й Дварс дор Фландерен
1947
8-й Гент — Вевельгем
1948
1-й Омлоп Хет Ниувсблад